# Хронике ватрених година
Хроника ватрених година (арап. وقائع سنين الجمر; фр. Chronique des Années de Braise) је алжирски историјски драмски филм из 1975. у режији Мухамеда Лакхдара Хамине. Приказује Алжирски рат за независност виђен очима сељака.
Филм је освојио Златну палму на Филмском фестивалу у Кану 1975. Такође је изабран као алжирски филм за најбољи филм на страном језику на 48. додели Оскара, али није прихваћен у ужи круг номинација.

## Глумачка подела
- Јорго Војагис - Ахмед
- Мохамед Лахдар Хамина - Луди приповедач
- Хађ Смаин Мохамед Сегхир - Сеоски мудрац
- Лејла Схена - Жена
- Шеик Нуредин - Пријатељ
- Франсоа Местр - Предрадник каменолома